# 西萨旺·瓦达纳
西萨旺·瓦达纳（寮語： Savang Vatthana/Sisavang Vatthana，1907年11月13日—1978年5月13日），老挝王国第二任国王，也是最后一任君主，父亲是开国君主西萨旺·冯，为琅勃拉邦最后一任国王与老挝王国第一任国王。
1959年10月29日西萨旺·冯死后继承王位。在位期间，老挝政局处在动荡之中。他没能控制住政局，1975年，共产主义武装组织巴特寮夺取了政权，建立老挝人民民主共和国。他被迫退位，1977年，被打为反革命分子，与全体王室成员遣送至华潘省桑怒的劳改营进行劳动改造，不久后在那里逝世。

## 早年生活
西萨旺·瓦达纳于1907年11月13日出生在琅勃拉邦王宫，是西萨旺·冯和王后坎温一世的儿子，在西萨旺·冯的五个孩子中排行第二。10岁时，前往法国蒙彼利埃留学。他在法国留学长达十年，归国以后已经不会说老挝语了。国王只好派官员教了他几年老挝语。
1930年8月7日，西萨旺·瓦达纳娶坎培为妻，后来生下五个孩子。与其他亚洲王室一样，他们喜欢打网球和环游世界的主要景点。他也是一个虔诚的佛教徒。他自封为老挝佛教的保护者。
第二次世界战争期间，日军侵占印度支那半岛，迫使越南、老挝、柬埔寨等原法国保护国独立，实质上是将他们置于日本保护之下。作为王储的他代表父亲，前往日军在西贡的大本营，强烈抗议日军的侵略行为。

## 老挝国王
1951年，西萨旺·瓦达纳經任命为老挝首相。1959年8月20日其父西萨旺·冯病重，任命他为摄政。10月29日，西萨旺·冯病逝，他继位成为国王。在位期间，老挝陷入内战之中，因此他一直没有举行登基仪式。在位期间，他曾对许多国家进行外交访问。
在1954年日内瓦会议之后，老挝虽获得独立，但国内局势持续动荡，西萨旺·瓦达纳一直试图解决这个问题，但没有成功。老挝出现了三名首相：中立派的梭发那·富马亲王在万象，得到苏联的承认；右派亲美的文翁亲王统治南部的占巴塞，得到美国的承认；苏发努冯亲王领导的左派组织巴特寮得到北越的支持，也自称首相。这三人都是老挝的亲王，並称为“三位亲王”。梭发那·富马和文翁都自称是合法首相，拥戴西萨旺·瓦达纳为国王。
1961年国民议会大部分议员选举文翁亲王为首相。国王离开琅勃拉邦，来到首都万象表示祝贺。1962年，在国王的要求下，三位亲王组成了联合政府。1963年，他与首相梭发那·富马亲王一起，访问了13个日内瓦会议的签字国家，希望他们在老挝国内冲突中保持中立，其中包括美国、苏联在内。第一站是苏联首都莫斯科，苏联人送给他相当多礼物，包括几辆柴卡豪华轿车。第二站是美国首都华盛顿，他与美国总统肯尼迪会谈。
1964年，不少叛军加入了巴特寮，而与此同时，中立派和亲美派互相冲突。因此巴特寮拒绝参加联合政府和任何国家选举。联合政府旋即瓦解，老挝陷入内战之中，苏联和美国都介入了老挝内战。

## 废黜和逝世
1975年8月23日，巴特寮攻入老挝首都万象。富马政府控制的城市在接下来的几个月之全遭攻陷。12月2日，巴特寮废黜了西萨旺·瓦达纳国王的王位，标志着老挝六百多年君主制度的终结。老挝王国灭亡，社会主义国家老挝人民民主共和国成立。苏发努冯亲王任该国第一任国家主席，国王則獲派“国家主席高级顾问”此一虚职。国王拒绝离开老挝，并在1976年将王宫上交给国家改为博物馆，自己一家搬到附近的私人住宅居住。
然而老挝政府一直对他抱有警惕之心。1977年，老挝当局害怕有人拥立他复辟，将他与王后坎培、王储冯·萨旺、王子西萨旺，以及两个弟弟Souphantharangsri和Thongsouk一起逮捕，迁到老挝北部的华潘省。国王被投入桑怒的一个劳改营接受劳动改造。这个劳改营编号为“第一营”，所有重要政治犯都关押在此。
此后国王的实际状况不详。老挝国内一直把国王视为禁忌话题，相传他是在劳改营中因为极度营养不良而死去的。据报道，1978年，西萨旺·瓦达纳国王、坎培王后和冯·萨旺王储在劳改营里因为疟疾死去。更多准确资料声称国王在1980年3月中旬死去。逃离老挝的王子Sauryavong Savang得知死讯后，在巴黎拥立冯·萨旺王储的儿子苏里旺·萨旺为国王，并自封为老挝摄政。然而，根据凯山·丰威汉的说法，西萨旺·瓦达纳国王死于1984年。